# Фредерик, Дагмар
Да́гмар Фре́дерик (нем. Dagmar Frederic, урождённая Шульц; род. 15 апреля 1945, Эберсвальде) — немецкая эстрадная певица и актриса.

## Биография
Родилась в Эберсвальде в семье директора зоопарка. С 1967 года выступала в берлинском Фридрихштадтпаласе. В 1969-1975 годах выступала в дуэте с Зигфридом Уленброком.
Была участницей теле- и радиопередач в СССР: «Мелодии и ритмы зарубежной эстрады» и «Поющие меридианы».
Незадолго до смерти Ивицы Шерфези выступала с ним в Дубровнике (2004 год).
Бывший муж — Райнер Котте (нем. Rainer Kotte).

## Награды
- 1978: Международный фестиваль песни в Сопоте (Польша) — II место в конкурсе «Интервидения» (песня Was halten sie vom tango)[4]
- 1981: Гран-При фестиваля «Золотой Орфей» (Болгария)